# Gene Bilbrew
Eugene « Gene » Bilbrew (29 juin 1923 – mai 1974) est un dessinateur fétichiste afro-américain. Il se crédite dans ses œuvres sous son nom d'origine, ainsi que sous d'autres pseudonymes tels que ENEG (« Gene » à l'envers), Van Rod et Bondy.
Il commence sa carrière au Los Angeles Sentinel (en), un journal afro-américain, dans lequel il a illustré la série des bandes dessinées The Bronze Bomber en compagnie de Bill Alexander. Il a également écrit la série des Hercules dans Health Magazine. Aux alentours de 1950, Bilbrew devient l'assistant de Will Eisner, sur Le Spirit. Il devient notable en tant que dessinateur fétichiste pour le magazine Exotique publié entre 1956 et 1959.